# I'm into You
I'm into You è un brano musicale della cantante statunitense Jennifer Lopez, estratto come secondo singolo dal suo settimo album in studio Love?. Il brano è stato pubblicato il 1º aprile 2011 e vede la collaborazione del rapper statunitense Lil Wayne, indicato dalla Lopez come il suo rapper preferito. La canzone è stata scritta da Taio Cruz, Lil Wayne e dal team norvegese Stargate, che l'ha anche prodotta. Nella canzone, che dispone di un doppio senso del testo, la Lopez canta di essere persa in amore e attratta dal suo amante, mentre Wayne prende in giro con i giochi di parole intelligenti la Lopez e il suo confuso amore. Le recensioni iniziali della canzone sono state positive, rilevando orecchiabile la canzone che ha un testo divertente paragonandola al singolo di Rihanna What's My Name? del 2010.

## Descrizione
La Lopez aveva annunciato l'intenzione di pubblicare un ulteriore singolo prima dell'uscita dell'album Love?. La scelta è ricaduta sul brano I'm into You, un pezzo mid-tempo dance pop con influenze caraibiche. L'uscita del singolo, prevista per il 5 aprile 2011, è stata poi anticipata di quattro giorni. La canzone è stata pubblicizzata attraverso la pagina della Lopez su Facebook.
Nel luglio 2011 I'm into You trionfa nella classifica dance statunitense, assegnando a Jennifer Lopez il merito di essere fra i pochi artisti ad aver ottenuto almeno dieci singoli in vetta a tale classifica.
Jennifer Lopez ha detto ai suoi fan di aver coinvolto Lil Wayne perché è il suo maestro di cerimonie preferito: "Mi piace quello che dice e il modo di dirlo perché è unico, e sento che la sua voce è fresca e rinnovata."

## Video musicale
Le riprese sono iniziate il 2 aprile 2011 a Chichén Itzá in Messico con la regista Melina Matsoukas. Il protagonista del video è il modello cubano William Levy. Jennifer Lopez ha raccontato ad Extra come riuscì a portare con sé il bell'attore. "Ho chiamato i miei cugini e ho chiesto: 'Chi è il più bel ragazzo cubano?' E loro fecero per dirmi William Levy! E io dissi, 'Va bene! Vada per William Levy!". Ulteriori scene, che non sono state utilizzate nell'attuale versione del video, sono state girate il 21 aprile a Los Angeles con Lil Wayne. Il video è stato trasmesso per la prima volta il 2 maggio nel Today Show sulla NBC.
Il video ha ottenuto la certificazione Vevo. Nel video è presente l'inserimento di un breve pezzo della canzone Papi dopo 2.58 minuti dall'inizio del video.

## Tracce
Download digitale
1. I'm Into You (con Lil Wayne) - 3:20

EP digitale (Remixes)
1. I'm into You (Dave Audé Radio Mix) - 3:54
2. I'm into You (Low Sunday I'm into You Radio Mix) - 4:07
3. I'm into You (Gregor Salto Hype Radio Mix) - 3:20
4. I'm into You (Dave Audé Club Remix) - 7:01
5. I'm into You (Low Sunday I'm into You Club Remix) - 6:25
6. I'm into You (Gregor Salto Hype Club Remix) - 5:10
7. I'm into You (Dave Audé Dub Remix) - 7:08
8. I'm into You (Low Sunday I'm into You Dub Remix) - 6:25
9. I'm into You (Gregor Salto Hype Dub Remix) - 5:12

## Classifiche
| Classifica (2011)   | Posizione massima |
| ------------------- | ----------------- |
| Australia           | 45                |
| Austria             | 10                |
| Belgio (Fiandre)    | 27                |
| Belgio (Vallonia)   | 24                |
| Canada              | 55                |
| Danimarca           | 39                |
| Finlandia           | 19                |
| Francia             | 38                |
| Germania            | 16                |
| Irlanda             | 25                |
| Italia              | 14                |
| Norvegia            | 9                 |
| Paesi Bassi         | 52                |
| Polonia             | 4                 |
| Regno Unito         | 9                 |
| Repubblica Ceca     | 8                 |
| Slovacchia          | 7                 |
| Spagna              | 17                |
| Stati Uniti         | 41                |
| Stati Uniti (pop)   | 19                |
| Stati Uniti (dance) | 1                 |
| Svezia              | 54                |
| Svizzera            | 22                |

### Classifiche di fine anno
| Classifica (2011) | Posizione |
| ----------------- | --------- |
| Belgio (Fiandre)  | 92        |
| Romania           | 29        |